# فلپس کریک
فلپس کریک (به انگلیسی: Phelps Creek) رودخانه‌ای است که در ایالات متحده آمریکا جریان دارد.